# Vlag van Welsrijp

Vlag van Welsrijp

De vlag van Welsrijp is de dorpsvlag van het Nederlandse dorp Welsrijp, in de Friese gemeente Waadhoeke. De vlag werd in 1999 aangenomen en in 2000 geregistreerd. Het ontwerp van de vlag is van de hand van J.C. Terluin.

## Beschrijving
De beschrijving van de vlag is als volgt:
Een blauwe vairklok waarvan de basis de hele vluchtzijde beslaat en de top de broekzijde raakt; boven en onder de vairklok een witte baan van 1/10 vlaghoogte, meelopend met de banen van de vairklok. De banen boven en onder aan de vlag rood; op de scheidingslijn van de broeking en de vlucht (op 1/3 vlaglengte) in het blauw een witte ring met een diameter gelijk aan 2/5 vlaghoogte, en een dikte van 1/15 vlaghoogte, daarin een zespuntige ster, de punten daarvan raken de binnenkant van de ring.
De kleuren zijn afkomstig van het dorpswapen.

## Symboliek
- Indeling schild: verwijst naar de ligging van het dorp in de noordelijke punt van de voormalige gemeente Hennaarderadeel waar het dorp tot behoorde. Tevens beeldt het de kerktoren van de Ursulakerk van Welsrijp uit.[3]
- Ring met zespuntige ster: duidt op het dorp zelf. Daarbij wijst het op de stichtingsgeschiedenis van de Ursulakerk.[3]
- Witte velden: staan voor de buurtschappen die onder Welsrijp vallen: Westerend en Oosterend.[3]
- Rode velden: afgeleid van de rode klavers uit het dorpswapen.[3]
- Kleurstelling: ontleend aan de wapens van Westergo en Hennaarderadeel.[3]

## Zie ook

Wapen van Welsrijp